# Zakaíika
Zakaíika (Zakaiika) är en ort i Grekland.   Den ligger i prefekturen Fthiotis och regionen Grekiska fastlandet, i den centrala delen av landet, 150 km nordväst om huvudstaden Aten. Zakaíika ligger 50 meter över havet och antalet invånare är 134.
Terrängen runt Zakaíika är varierad.Runt Zakaíika är det glesbefolkat, med 20 invånare per kvadratkilometer. Närmaste större samhälle är Lamia, 7,7 km norr om Zakaíika. == Kommentarer ==
1. ↑  Framräknat ur variansen i alla höjduppgifter (DEM 3") från Viewfinder Panoramas, inom 10 km radie.[2] Mer om algoritmen finns här: Användare:Lsjbot/Algoritmer.